# Avar nyelv
Az avar nyelv (avarul: магӏарул мацӏ, [maʕarul mat͡sʼ] "a hegyek nyelve", vagy авар мацӏ, [ʔaˈwar mat͡sːʼ] "avar nyelv") egy  északkelet-kaukázusi nyelv, melyet körülbelül 1 200 000 fő beszél, legfőképpen  Dagesztánban.

## Földrajzi elhelyezkedés
Legfőképpen az oroszországi kaukázusban beszélik az avar nyelvet, viszont kevesebben északkelet  Azerbajdzsánban is beszélik.

## Nyelvjárások
A Glottolog szerint az avar nyelvnek 14 nyelvjárása van:
- Ancuh (Ancux)
- Andalal-Ghdatl (Andalal-Gxdatl)
- Bacadin
- Batluh (Batlux)
- Hid
- Karah (Karax)
- Kahib (Kaxib)
- Keleb
- Szalatav (Salatav)
- Sulanin (Shulanin)
- Untib
- Hunzah (Xunzax)
- Zakatali (Zakataly)
- Zaqatala

## Hangtan

### Mássalhangzók
|               |               | Labiális | Dentális | Dentális | Alveoláris | Alveoláris | Alveoláris | Alveoláris | Palatális | Veláris | Veláris | Uvuláris | Uvuláris | Faringális | Glottális |
| ------------- | ------------- | -------- | -------- | -------- | ---------- | ---------- | ---------- | ---------- | --------- | ------- | ------- | -------- | -------- | ---------- | --------- |
| középső       | középső       | Labiális | Dentális | Dentális | laterális  | laterális  |            |            | Palatális | Veláris | Veláris | Uvuláris | Uvuláris | Faringális | Glottális |
| lenis         | fortis        | Labiális | lenis    | fortis   | lenis      | fortis     | lenis      | fortis     | Palatális | lenis   | fortis  |          |          | Faringális | Glottális |
| Nazálisok     | Nazálisok     | m        | n        |          |            |            |            |            |           |         |         |          |          |            |           |
| Plozívák      | zöngés        | b        | d        |          |            |            |            |            |           | ɡ       |         |          |          |            |           |
| Plozívák      | zöngétlen     | p        | t        |          |            |            |            |            |           | k       | kː      |          |          |            | ʔ         |
| Plozívák      | ejektív       |          | tʼ       |          |            |            |            |            |           | kʼ      | kːʼ     |          |          |            |           |
| Affrikáták    | zöngétlen     |          | t͡s       | t͡sː      | t͡ʃ         | t͡ʃː        |            |            |           |         |         |          | q͡χː      |            |           |
| Affrikáták    | ejektív       | t͡sʼ      | t͡sːʼ     | t͡ʃʼ      | t͡ʃːʼ       |            | (t͡ɬːʼ)     |            |           |         |         | q͡χːʼ     |          |            |           |
| Frikatívok    | zöngétlen     |          | s        | sː       | ʃ          | ʃː         | ɬ          | ɬː         |           | x       | xː      | χ        | χː       | ʜ          |           |
| Frikatívok    | zöngés        |          | z        |          | ʒ          |            |            |            |           |         |         | ʁ        |          | ʕ          | ɦ         |
| Vibránsok     | Vibránsok     |          |          |          | r          |            |            |            |           |         |         |          |          |            |           |
| Approximánsok | Approximánsok | w        |          |          |            |            | l          |            | j         |         |         |          |          |            |           |

### Magánhangzók
|         | elülső | hátsó |
| ------- | ------ | ----- |
| zárt    | i      | u     |
| középső | e      | o     |
| nyitott | a      | a     |

## Írásrendszer
Az avar nyelvet először a grúz írásrendszerrel írták a 14. században, majd a 15. századtól egy arab-szerű írásrendszert is használtak.
Az első cirill alapú avar ábécét 1889-ben készítette Petar von Uslar. Ebbe az ábécébe pár grúz típusú betűt is bevont.
Manapság az avar nyelvet egy cirill alapú írásrendszerrel írják:
| А а /a/          | Б б /b/    | В в /w/         | Г г /ɡ/     | Гъ гъ /ʁ/        | Гь гь /ɦ/   | ГӀ гӏ /ʕ/   | Д д /d/        |
| Е е /e/, /je/    | Ё ё /jo/   | Ж ж /ʒ/         | З з /z/     | И и /i/          | Й й /j/     | К к /k/     | Къ къ /q͡χːʼ/   |
| Кь кь /t͡ɬːʼ/     | КӀ кӏ /kʼ/ | КӀкӏ кӏкӏ /kːʼ/ | Кк кк /kː/  | Л л /l/          | ЛӀ лӏ /t͡ɬː/ | Лъ лъ /ɬ/   | Лълъ лълъ /ɬː/ |
| М м /m/          | Н н /n/    | О о /o/         | П п /p/     | Р р /r/          | С с /s/     | Сс сс /sː/  | Т т /t/        |
| ТӀ тӏ /tʼ/       | У у /u/    | Ф ф /f/         | Х х /χ/     | Хх хх /χː/       | Хъ хъ /q͡χː/ | Хь хь /x/   | Хьхь хьхь /xː/ |
| ХӀ хӏ /ʜ/        | Ц ц /t͡s/   | Цц цц /t͡sː/     | ЦӀ цӏ /t͡sʼ/ | ЦӀцӏ цӏцӏ /t͡sːʼ/ | Ч ч /t͡ʃ/    | Чч чч /t͡ʃː/ | ЧӀ чӏ /t͡ʃʼ/    |
| ЧӀчӏ чӏчӏ /t͡ʃːʼ/ | Ш ш /ʃ/    | Щ щ /ʃː/        | Ъ ъ /ʔ/     | Ы ы /ɨ/          | Ь ь /ʲ/     | Э э /e/     | Ю ю /ju/       |
| Я я /ja/         |            |                 |             |                  |             |             |                |

## Példa mondatok
| Magyar                         | Avar                           | Transzliteráció               | IPA                            |
| ------------------------------ | ------------------------------ | ----------------------------- | ------------------------------ |
| Szia!                          | Ворчӏами!                      | Worch’ami!                    | /wort͡ʃ’ami/                    |
| Hogy vagy?                     | Иш кин бугеб?                  | Ish kin bugeb?                | /iʃ kin bugeb/                 |
| Mi a neved?                    | Дуда цӏар щиб?                 | Duda c’ar shchib?             | /duda t͡s’ar ʃːib/              |
| Hány éves vagy?                | Дур чан сон бугеб?             | Dur chan son bugeb?           | /dur t͡ʃan son bugeb/           |
| Hová mész?                     | Mун киве ина вугев?            | Mun kiwe ina wugew?           | /mun kiwe ina wugew/           |
| Bocsánat!                      | Тӏаса лъугьа!                  | T’asa łuḩa!                   | /t’asa ɬuha/                   |
| Hová megy a kisfiú?            | Киве гьитӏинав вас унев вугев? | Kiwe ḩit’inaw was unew wugew? | /kiwe hit’inaw was unew wugew/ |
| A fiú eltört egy üvegpalackot. | Васас шиша бекана.             | Wasas shisha bekana.          | /wasas ʃiʃa bekana/            |
| Az utat építik.                | Гьез нух бале (гьабулеб) буго. | Ḩez nux́ bale (ḩabuleb) bugo.  | /hez nuχ bale (habuleb) bugo/  |

## Példa Szöveg
| Avar | Magyar |
| --- | --- |
| Я, зобалазда вугев нижер Эмен, дур цӀар гӀадамаз мукъадасаблъун рикӀкӀаги, дур ПарччахӀлъи тӀаде щваги. Зобалаздаго гӀадин ракьалдаги дур амру билълъанхъаги. Жакъа нижер бетӀербахъиялъе хинкӀ-чед кье нижее. Нижер налъи-хӀакъалда тӀасаги лъугьа, нижерго налъулазда тӀаса нижги лъугьарал ругин. Нижер хӀалбихьизеги биччаге, Квешалдаса цӀуне ниж. | Mi Atyánk, aki a mennyekben vagy, szenteltessék meg a te neved; jöjjön el a te országod; legyen meg a te akaratod, amint a mennyben, úgy a földön is. Mindennapi kenyerünket add meg nekünk ma; és bocsásd meg vétkeinket, miképpen mi is megbocsátunk az ellenünk vétkezőknek; és ne vígy minket kísértésbe, de szabadíts meg a gonosztól! |